# Emilia Kilpua
Emilia Kilpua, née le 18 novembre 1977 à Oulu, est une scientifique spatiale finlandaise. Actuellement elle est professeur de physique spatiale à la faculté de physique l'Université d'Helsinki où elle continue à diriger divers projets concernant les sciences spatiales.

## Origines et carrière
Kilpua est née et élevée à Oulu, dans le nord de la Finlande, une ville de Finlande située sur la côte nord-est du golfe de Botnie. Elle a obtenu une licence en physique théorique et mathématiques à l'Université d'Helsinki, et puis elle a continué son éducation à la même université avec une maîtrise et un doctorat. Elle a achevée son doctorat en 2005 avec une thèse intitulée Chocs interplanétaires, nuages magnétiques et tempêtes magnétosphériques. Elle a obtenu un poste de chercheuse postdoctorale au laboratoire des sciences spatiales de l'UC Berkeley aux États-Unis, et est revenue en Finlande en 2008.

## Intérêts scientifiques
Le principal domaine de recherche de Kilpua est la météorologie spatiale, avec l'intérêt particulier d'améliorer les prévisions,. Son travail a permis d'avancer la compréhension de la formation et de la propagation des éjections de masse coronale vers la Terre, ainsi que de la réponse du système magnétosphérique, en particulier des ceintures de radiations de la Terre.

## Prix et distinctions
- 2022 : Rédacteur associé pour Astrophysics and Space Science[7]
- 2021 : Prix Väisälä de l'Académie finlandaise des sciences[8]
- 2020 : Membre de l'Académie finlandaise des lettres et des sciences[9]
- 2020 : Membre de l'équipe de travail finlandaise sur la connaissance de la situation spatiale
- 2019 : 2021 Président du conseil d'administration de la Société finlandaise de physique[10]
- 2017 : Membre du Comité Scientifique de Physique Solaire-Terrestre (SCOSTEP)
- 2017 : Obtention d'une subvention Consolidator du Conseil européen de la recherche[11]
- 2017 : 2021 Membre du conseil d'administration de la division de physique solaire - Société européenne de physique
- 2016 : 2019 Vice-président du conseil d'administration de la Société finlandaise de physique
- 2015 : Co-chercheuse pour BebiColombo SIXS